# CodePen
CodePen est une communauté en ligne pour tester et présenter des extraits de code HTML, CSS et JavaScript créés par l'utilisateur. Il fonctionne comme un éditeur de code source, où les développeurs peuvent créer des extraits de code, appelés pens, et les tester. Il a été fondé en 2012 par les développeurs full-stack Alex Vazquez et Tim Sabat et le designer front-end Chris Coyier. Ses employés travaillent à distance, se réunissant rarement tous en personne. CodePen est une grande communauté permettant aux concepteurs et développeurs Web de présenter leurs compétences en matière de codage, avec une estimation 330 000 utilisateurs enregistrés et 14,16 millions de visiteurs mensuels.